# Nod

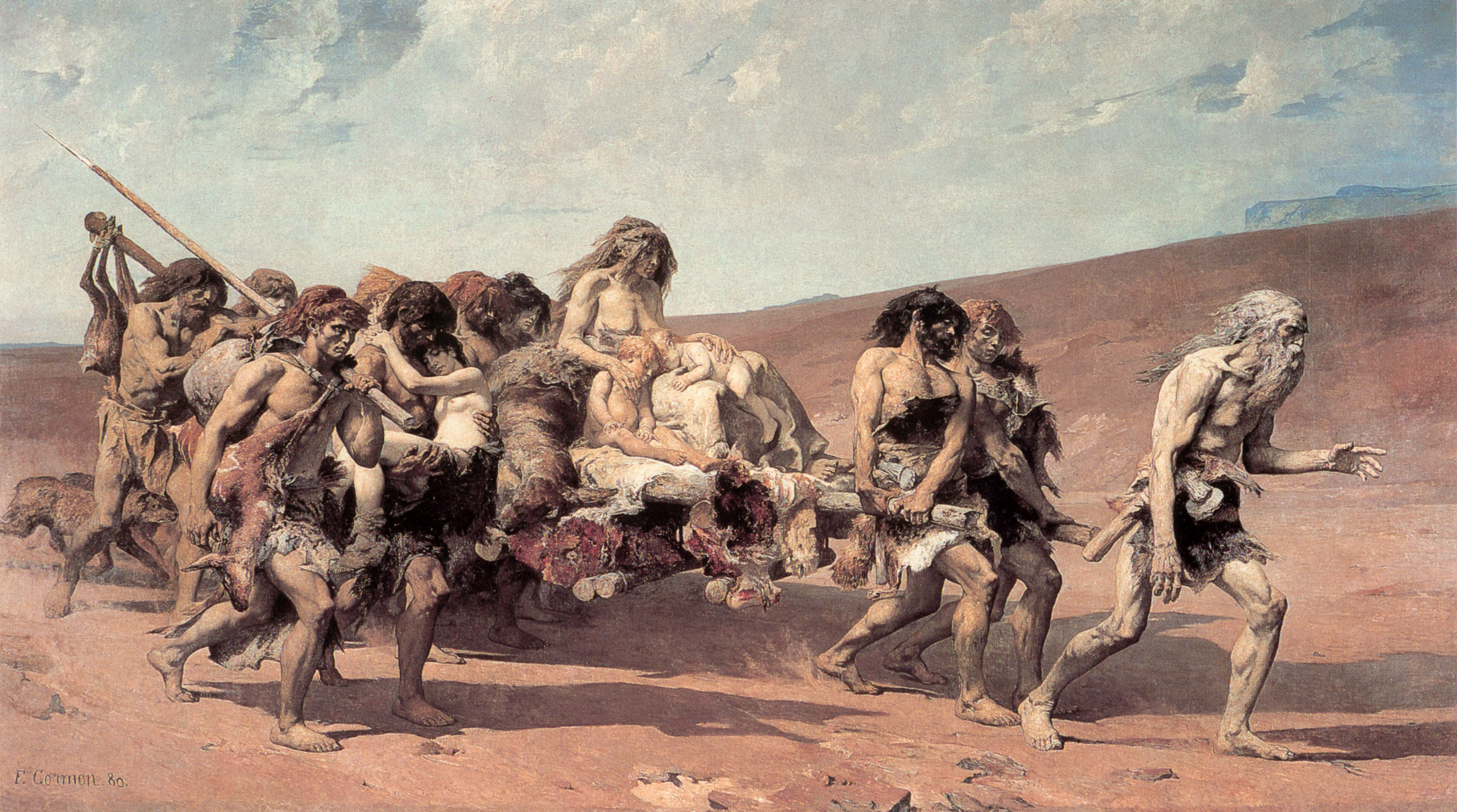
Caïn, Fernand-Anne Piestre Cormon, c. 1880

A terra de Node ou Nod (Hebraico: אֶרֶץ־נוֹד‎ – ʾereṣ-Nōḏ)) é um lugar mencionado no livro Gênesis, da bíblia hebraica. Localizado "a leste do Éden" (qiḏmaṯ-ʿḖḏen), onde Caim fora exilado por Deus depois de ter matado Abel. 
Caim saiu da presença do Senhor e se estabeleceu na terra de Node, a leste do Éden.
וַיֵּ֥צֵא קַ֖יִן מִלִּפְנֵ֣י יְהוָ֑ה וַיֵּ֥שֶׁב בְּאֶֽרֶץ־נֹ֖וד קִדְמַת־עֵֽדֶן׃
Lá Caim e sua mulher tiveram um filho, Enoque, e construiu uma cidade à qual deu o nome do filho.

## Etimologia
"Nod" (נוד) é a radical hebraica do verbo "vagar" (לנדוד). Assim, viver na terra de Node pode significar viver vagando.

## Interpretação
Josefo escreveu em Antiguidades Judaicas (c. 93 d.C.) que Caim teria continuado sua crueldade em Node: recorreu a violência e roubos; estabeleceu pesos e medidas; transformou uma cultura humana inocente em uma de astúcia e engano; estabeleceu divisas de propriedades; e construiu uma cidade fortificada.
Agostinho descreveu Judeus não convertidos como comparáveis aos habitantes da terra de Node.